# Die Abschaffung des Menschen
Die Abschaffung des Menschen (englisch The Abolition of Man) ist ein 1943 veröffentlichtes Buch von C.S. Lewis über Erziehung und moralische Werte, das aus den Riddell Memorial Lectures hervorgegangen ist, drei Vorlesungen, die im Februar 1943 an der Universität Durham gehalten wurden. Viele halten es für Lewis’ wichtigstes Buch. Darin vertritt er die Ansicht, dass die Erziehung sowohl im Elternhaus als auch in der Schule auf moralischen Gesetzen und objektiven Werten beruhen müsse. Eine deutsche Ausgabe erschien in der Übersetzung durch Martha Gisi 1979 im Johannes Verlag, Einsiedeln.

## Inhalt

### Moralischer Subjektivismus vs. Naturrecht
Lewis vertritt in seinem gesamten Buch eine objektivistische Position in Bezug auf Ästhetik und Moral und behauptet, dass Qualitäten und Werte den Dingen und Positionen innewohnen und nicht einfach auf sie projiziert werden. Zwei Objektivisten können unterschiedlicher Meinung darüber sein, ob ein Kunstwerk oder eine menschliche Handlung gut ist oder nicht, aber beide glauben, dass es vereinbarte Standards gibt, an denen das Werk oder die Handlung gemessen werden kann. Im Gegensatz zu Subjektivisten haben Objektivisten gemeinsame Prinzipien, auf die sie ihre Urteile stützen.
Die Lehre von den objektiven Werten, die Lewis als Tao bezeichnet, ist „der Glaube, dass bestimmte Ansichten darüber, was das Universum ist und was wir sind, wahr und andere falsch sind“. Lewis verwendet den chinesischen Begriff Tao für das, was er an anderer Stelle in Die Abschaffung des Menschen als „Naturrecht oder traditionelle Moral“ bezeichnet, um die Universalität traditioneller Werte zu betonen: Menschen in der Geschichte und auf der ganzen Welt glauben an dieselben objektiven Werte (Lewis untersucht diese Ideen auch im ersten Kapitel von Christentum schlechthin). Er veranschaulicht diese Universalität in einem Anhang, der Zitate aus sehr unterschiedlichen Kulturen enthält, aus der Antike und der Moderne, aus dem Osten und dem Westen, die zeigen, dass man sich über die Notwendigkeit allgemeiner Wohltätigkeit und besonderer Pflichten gegenüber Eltern, Alten und Kindern einig ist, und dass Loyalität und Gerechtigkeit überall gelobt werden, während Untreue, Lüge, Diebstahl und Mord überall verurteilt werden.
Die erste Vorlesung beginnt mit einer Kritik an einem Lehrbuch, das einige Jahre zuvor erschienen war. Lewis kritisiert an diesem Buch, dass es zwar das Schreiben lehre, aber auf subtile Weise den Subjektivismus fördere. Solche Momente träten zum Beispiel auf, wenn das Lehrbuch auf einen Beobachter verweist, der einen Wasserfall als „erhaben“ bezeichnet. Lewis zitiert die Behauptung des Lehrbuchs, dass wir, wenn wir solche Beobachtungen machen, „scheinbar etwas sehr Wichtiges über etwas sagen, aber in Wirklichkeit sagen wir nur etwas über unsere eigenen Gefühle“. Lewis bezieht sich insbesondere auf die Verwendung der Wörter „scheinen“ und „nur“ in dem Lehrbuch: Abwertende Wörter wie diese suggerierten, dass Wertaussagen nur Projektionen des inneren Zustands des Sprechers seien und keine Bedeutung hätten. Lewis entgegnet, dass der Sprecher nicht nur seine eigenen Gefühle ausdrücke, sondern auch behaupte, dass das Objekt diese Gefühle verdiene.
Auf dieser Grundlage argumentiert Lewis für die Bedeutung des Objektivismus in der Erziehung. Kinder werden nicht mit dem Wissen über angemessene Reaktionen geboren; diese Reaktionen müssen gefördert werden. Lewis sagt: „Das kleine menschliche Tier hat nicht von Anfang an die richtigen Reaktionen. Es muss trainiert werden, um Freude, Sympathie, Ekel und Hass für Dinge zu empfinden, die wirklich angenehm, sympathisch, ekelhaft und hassenswert sind“. Deshalb lehren objektivistische Lehrer und Eltern ihre Kinder die Prinzipien von Gut und Böse, denn wenn ein Kind die richtigen Prinzipien kennt, so Lewis, wird es in bestimmten Situationen mit den richtigen Gefühlen reagieren und wissen, was zu tun ist.

### Menschen ohne Brust: eine dystopische Zukunft
„Richtige Gefühle“ sind ein Schlüsselbegriff des Buches: Lewis versteht darunter „Gefühle, die mit der Vernunft übereinstimmen“. Er erklärt: „Das Herz nimmt nie den Platz des Kopfes ein, aber es kann und sollte ihm gehorchen.“ Wenn die Gefühle der Kinder so entwickelt sind, kann man darauf vertrauen, dass ihre moralischen Impulse sie richtig leiten. Für Lewis ist die Fähigkeit, die richtigen Gefühle zu haben, das, was den Menschen vom Tier unterscheidet, aber eine solche Ausbildung des Herzens – die Ausbildung der Gefühle, die Lewis als „Brust“ bezeichnet – fehle in der modernen Erziehung, die den Schwerpunkt auf den Intellekt lege. Das Versäumnis, die richtigen Gefühle zu entwickeln, führe letztlich zur Abschaffung des Menschen, so Lewis, denn die moderne Erziehung bringe „Menschen ohne Brust“ hervor.
Lewis argumentiert weiter, dass das Fehlen von Gefühlen im modernen Denken besonders gefährlich sei, wenn es auf die Wissenschaft und die Sozialwissenschaften übertragen wird. Die modernen Wissenschaften lehren die Menschen, die Natur zu analysieren – sie im wörtlichen und übertragenen Sinne zu sezieren. Auf diese Weise verwandelt die Wissenschaft die Natur in ein Objekt, beklagt Lewis, anstatt sie mit Respekt und Sorgfalt wie ein lebendiges Wesen zu behandeln. Was Lewis am meisten beunruhigt, ist die Tendenz der Wissenschaften, den Menschen als Teil der Natur zu betrachten. Ein solches Verständnis von Menschen erlaubt es, sie als Dinge zu behandeln, die man analysieren und mit denen man experimentieren kann. Das ermöglicht es einigen Menschen, Macht über andere Menschen zu erlangen. Wenn dies geschieht, fragt Lewis, welche Prinzipien sie bei der Ausübung dieser Macht leiten werden. Wenn sie Objektivisten sind, wird das Tao sie leiten. Wenn sie es nicht sind, befürchtet Lewis, dass sie keine absoluten Richtlinien oder geschulten Gefühle haben werden, die sie zurückhalten. Lewis verarbeitete diese Ideen später in seinem Roman Die böse Macht (1945), in dem es um die Übernahme Englands durch eine totalitäre Macht geht, die über nahezu unbegrenzte Befugnisse verfügt und diese ohne moralische Grundsätze zur Beherrschung einsetzt.
In Die Abschaffung des Menschen plädiert Lewis für eine neue Haltung gegenüber der Wissenschaft – sie sollte als „Du“ (unter Berufung auf den Philosophen Martin Buber) und nicht als „Es“ behandelt werden. Sie sollte eine persönliche Beziehung zur Natur haben, eine Liebe zur „Wahrheit“ und kein Machtstreben zeigen. Das Ausmaß an Macht, das die Menschheit erreicht hat, macht eine solche Änderung der Einstellung notwendig, und es ist unabdingbar, dass die Welt wieder das Tao in den Mittelpunkt der Erziehung stellt, so Lewis.